# Serumbung
Serumbung is een bestuurslaag in het regentschap Bengkulu Utara van de provincie Bengkulu, Indonesië. Serumbung telt 485 inwoners (volkstelling 2010).